# ألان بيني
ألان بيني (بالإنجليزية: Allan Benny)‏ هو محامي وسياسي أمريكي، ولد في 12 يوليو 1867 في نيويورك في الولايات المتحدة، وتوفي في 6 نوفمبر 1942 في الولايات المتحدة. حزبياً، نشط في الحزب الديمقراطي. وقد انتخب عضو جمعية نيوجيرسي العامة وانتخب عضو مجلس النواب الأمريكي.